# Грб Футога
Грб Футога је грб места Футога од 1714. године. Футог има једну од најачих историјских традиција у Бачкој, па није чудо, што је поседовао шест општинских и пет властелинских грбова Аустријског Царства, а касније и Аустро-Угарског Царства, неки од грбова су грбови грофова: Одвајера, Кауријанија, Чарнојевића, маршала Хадика и Котека. У једном од општинских налази се свети Флоријан, други је са светим врачевима Кузмом и Дамјаном, трећи, исти као и бегечки, четврти са класом конопље, плужним раоником и црталом, док пети грб у свом штиту има косача са косом у руци. Шести је можда најинтересантнији за футошке прилике, а састоји се од три кошнице и усправног плужног раоника. Потиче са печата из 1739. године. Ова занимљива симболика која је ретка у нашој хералдици, карактерише богатство и вредноћу Футога, у време када је био на врхунцу некадашње своје економске моћи.
Најстарији познати печат има натпис: Sigilum opptidi Futok 1714. Унутар печата је био грб Футога, који се састојао из два дела: у левом цртало плуга, окренуто нагоре, у десном три кошнице, што је говорило о занимању становништва.